# Adolf Laun

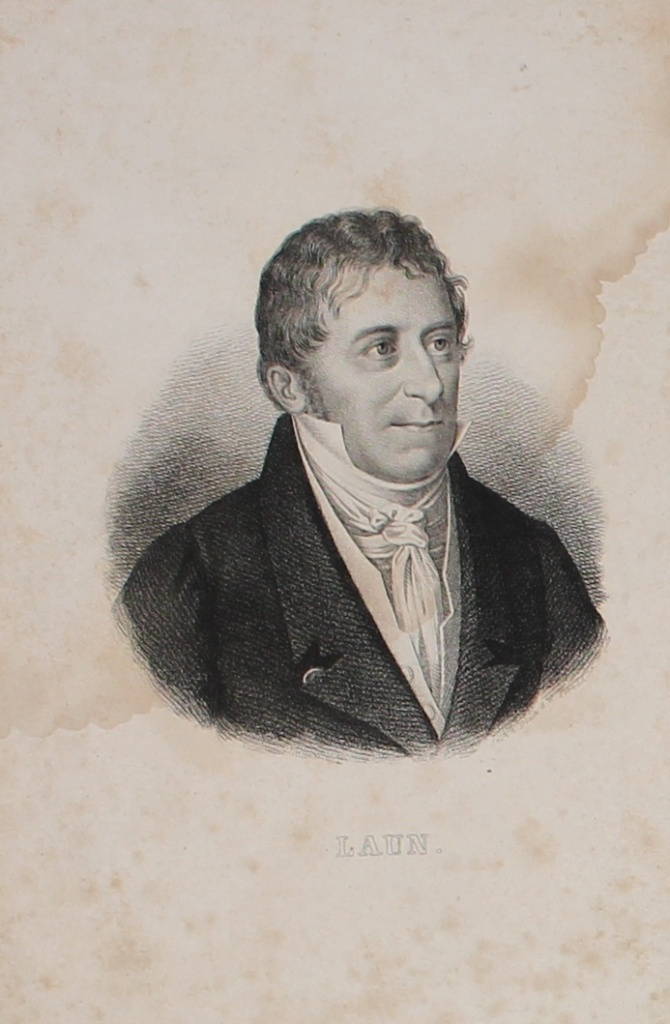
Wenzel Pobuda: Porträt Adolf Laun

Konrad Wilhelm Adolf Laun (* 29. Januar 1808 in Bremen; † 14. September 1881 in Oldenburg) war ein deutscher Romanist, Übersetzer, Gymnasiallehrer und Literaturhistoriker.

## Leben
Die Hochschulreife erlangte der Sohn des Bremer Kaufmanns F. G. Laun an der Gelehrtenschule Bremen. Darauf studierte Adolf Laun Philosophie und Philologie – zunächst in Göttingen bei Karl Otfried Müller und sodann noch zwei Jahre bei Hegel, Friedrich Schleiermacher, August Boeckh und Carl Ritter in Berlin. 1831 promovierte Adolf Laun in Göttingen und erhielt am Bremer Gymnasium eine Stelle als Hilfslehrer.
Ab 1835 war Adolf Laun in Bordeaux als Professor für deutsche Literatur am Collége Royal und nebenher als Privatlehrer und gelegentlich als Journalist für deutsche und französische Zeitungen tätig. Nach der Rückkehr nach Deutschland gegen Ende 1847 wirkte Adolf Laun ab 1848 als Lehrer an der Höheren Bürgerschule Mannheim. 1851 wechselte er im Tausch mit Karl August Mayer nach Oldenburg und war Deutsch- und Französischlehrer an der Brigade-Militärschule Oldenburg sowie am Alten Gymnasium. Aus seiner Unterrichtstätigkeit entstanden zwischen 1841 und 1856 mehrere Übungswerke zum Übersetzen vom Deutschen ins Französische.
Neben seiner Tätigkeit als Lehrer war Laun in Oldenburg auch vielfältig gesellschaftlich und schriftstellerisch tätig. 1851 trat er dem Literarisch-geselligen Verein bei und hielt dort seit 1852 regelmäßig Vorträge, überwiegend zu französischer und englischer Literatur. Er wurde mehrfach zum Präsidenten des Vereins ernannt und 1879 dessen Ehrenmitglied. Gleichzeitig war er auch Mitglied der sozial exklusiveren Literarischen Gesellschaft von 1779.
Seit dem Ende der 1860er Jahre veröffentlichte Laun einige Werke, die ihn weiter bekannt machten. So 1869 die von ihm selbst als biographisch-literaturhistorische Skizzen bezeichneten Dichtercharaktere zur deutschen, französischen und englischen Literatur. weiterhin 1870 die Biographie über Washington Irving und 1876 die über Oliver Goldsmith. In beiden Werken verband er geschickt biographische mit politik-, kultur- und literaturgeschichtlichen Elementen, verwendete allerdings nur in Deutschland verfügbare Quellen und solche, die er sich über Briefwechsel zu gänglich machen konnte. Zur Popularisierung von Irving und Goldsmith in Deutschland trugen seine Schriften jedoch wesentlich bei. Weiterhin wurde Laun durch seine Übersetzungen von Louis Racine (1874) und Lafontaine (1877–1878) aus dem Französischen bekannt. Im Ruhestand arbeitete Laun vor allem an Molière-Übertragungen ins Deutsche, die er von 1873 bis 1885 in 14 Bänden mit Kommentaren herausgab. Einige seiner aus dem Englischen übersetzten Gedichte wurden von dem Oldenburger Hofkapellmeister und Komponisten Albert Dietrich vertont. 1879 durch ein Augenleiden fast erblindet, war Adolf Laun bei der Weiterarbeit auf Hilfe seiner zweiten Ehefrau geborene Meier angewiesen.
In erster Ehe hatte er mit D. Schünemann drei Töchter.

## Ehrungen
- März 1881 anlässlich des 50-jährigen Jubiläums der Promotion
  - Goldene Medaille für Kunst und Wissenschaft, verliehen vom Großherzog von Oldenburg
  - Ehrendiplom der Alma mater Georgia Augusta Göttingen

## Schriften
- Werke